# Marysol Muguerza
Iris Marisol Muguerza Mego, de nombre artístico Marysol Muguerza (Chiclayo, 1981) es una cantante peruana de música andina y pop.

## Biografía
Nacida en una familia de músicos folclóricos, empezó muy joven en la música. A los 8 años grabó su primer disco junto a su padre Tito Muguerza. Más tarde, entró a estudiar canto en la Filarmónica de Chiclayo. Más tarde ingresa a estudiar leyes en la Universidad de Chiclayo, donde formó parte del coro universitario.
En su carrera integró grupos musicales de salsa y cumbia como MARILUNA , antes de unirse a la agrupación de pop-folk MARÚ. Con esta última hace su debut como autora y compositora, y participa en la competencia folclórica del Festival de Viña del Mar 2006 con la canción "Puras mentiras". En 2006 fue animadora del programa de televisión Canto Andino.
En 2010 retomó su carrera solista, al tiempo que participó en el programa Children in need de la BBC, para el cual grabó una canción titulada SERRANITA de autorÌa de su padre que se incluyó en el disco "Yacurunas".(Producción Internacional auspiciada por la BBC) como representante de su país. 
En 2011 graba EP de Folk fusión con temas inèditos de su autoría : "Ya no te quiero", "Amándote en silencio".
En 2012 graba temas en cumbia para proyecto en Chile.
En 2014 graba EP Producción realizada en Miami.
En 2015 ocurrió su lanzamiento oficial como artista de Sony/ATV/ Music Publishing Chile. Una de las Editoriales Musicales más prestigiosas del mundo. Presenta su nuevo sencillo “Y llegaste tú ” el sencillo fue elegido canción de la pareja protagónica de la teleserie chilena ” Esa no soy yo" de TVN.
En 2016 la canción “Y llegaste tú” fue nuevamente elegida como canción de la pareja protagónica de la exitosa teleserie chilena El camionero, sonando además en todas las radios más importantes del país logrando posicionarse como la canción más escuchada y vendida de todo Chile de ese mismo año. Es invitada a eventos como Teletón Chile 2016 realizando su presentación en el Estadio Nacional. Se sabe según Sony Music/Atv/Publishing/ hace 20 años que un tema interpretado por un artista peruana no era tan exitoso en Chile, eso ocurrió en el año 1998 con Pedro Suárez Vertiz y su canción  " Me estoy  enamorando" quien también fue canción principal de una teleserie emitida en ese entonces por Megavisión, A todo dar. Dichas canciones están registradas bajo el sello SONY/ATV /PUBLISHING/CHILE Marysol Muguerza y su canción "Y llegaste tú" logra convertirse en lo más escuchado de Chile en el año 2016 manteniéndose por varias semanas dentro de los top 100 de Chile !! en el puesto 13 y del mismo modo logró además estar dentro de los 50 más virales de Chile durante varias semanas consecutivas del 2016.
En 2017 es invitada al Festival del Huaso de Olmué, segundo festival más importante de Chile después del Festival Internacional de Viña del Mar. Graba “Nada Quedara” cover del grupo La Sociedad canción que se incluye en la telenovela “La Colombiana”.
En 2018 graba en México con SAMO (exvocalista de Camila) la canción “Una historia contigo”
En 2019 “Una historia contigo” es elegida como canción de la pareja protagónica en la teleserie chilena “Amar a Morir”

## Discografía
- Tito y Marisol Muguerza (1989)
- Al Maestro (1994)
- Ángel guardián [con el grupo Maru] (2005)
- "Serranita"  (Yacurunas) (2010)
- Me voy contigo" (2015)
- "Una Historia Contigo " Feat Samo. (2019)